# Ren Hang (football)
Pour l’article homonyme, voir Ren Hang (photographe).
Dans ce nom chinois, le nom de famille, Ren, précède le nom personnel.
Ren Hang (en chinois : 任航), né le 25 février 1989 à Shenyang en Chine, est un footballeur international chinois, qui évolue au poste de défenseur.

## Biographie

### Carrière en club
Avec le club du Jiangsu Suning, Ren Hang dispute 12 matchs en Ligue des champions d'Asie.

### Carrière internationale
Ren Hang compte 31 sélections avec l'équipe de Chine depuis 2014.
Il est convoqué pour la première fois en équipe de Chine par le sélectionneur national Alain Perrin, pour un match amical contre la Macédoine le 18 juin 2014. Le match se solde par une victoire 2-0 des Chinois.
Il fait partie de la liste des 23 joueurs chinois sélectionnés pour disputer la Coupe d'Asie de 2015 en Australie, où son pays atteint les quarts de finale. Il dispute 3 rencontres durant le tournoi.

## Palmarès
- Avec le Jiangsu Suning
  - Vainqueur de la Coupe de Chine en 2015
  - Vainqueur de la Supercoupe de Chine en 2013